# Царевны
«Царе́вны» — российский анимационный сериал, созданный анимационной студией «Мельница». Продюсерами проекта выступили: Сергей Сельянов, Вячеслав Муругов, Александр Боярский, Наталья Иванова-Достоевская, Ксения Гордиенко и Людмила Цой.
Премьера состоялась 1 сентября 2018 года на телеканале СТС Kids.

## Сюжет
Мультсериал рассказывает о различных приключениях пяти юных волшебниц, которые только начинают учиться настоящей магии и волшебству, приехав в школу волшебства и магии. В начале мультсериала все «Царевны» прибыли из разных царств-государств обучаться магии и волшебству в школе Кощея Бессмертного, на таинственный остров Дивногорье. Много раз удачно побеждают Бабу Ягу и её избушку. В серии «Защитницы» к ним присоединяются два Царевича: Васко и Ли Ван, переведясь из волшебной школы Мерлина в школу Кощея Бессмертного.

## Персонажи

### Главные герои
| Имя                          | Описание | Озвучивание                                      |
| ---------------------------- | --- | ------------------------------------------------ |
| Варвара Краса — Длинная Коса | Царевна, ученица школы волшебства и магии Кощея Бессмертного. Косы длинной, несмотря на её имя, у неё нет.                                                                   | Екатерина Гороховская                            |
| Василиса — Царевна Лягушка   | Царевна, ученица школы волшебства и магии Кощея Бессмертного. Может превращаться в зелёную болотную лягушку, однако стесняется своих магических оборотнических способностей. | Юлия Рудина                                      |
| Дарья — Царевна Несмеяна     | Ученица школы волшебства и магии Кощея Бессмертного. Самая высокая и ответственная из всех царевен.                                                                          | Наталья Терешкова                                |
| Царевна Елена Прекрасная     | Ученица школы волшебства и магии Кощея Бессмертного. Может управлять природой и создавать снег и лёд.                                                                        | Елизавета Захарьева-Чабан                        |
| Соня — Спящая Царевна        | Ученица школы волшебства и магии Кощея Бессмертного. | Алёна Кононова, Марианна Мокшина (35—37 эпизоды) |

### Второстепенные персонажи
| Имя                        | Описание | Озвучивание                                             |
| -------------------------- | --- | ------------------------------------------------------- |
| Кощей Кощеевич Бессмертный | Директор и учитель собственной школы волшебства и магии.                                                                         | Станислав Концевич                                      |
| Кот Баюн                   | Преподаватель в школе волшебства и магии. Друг и помощник Кощея Бессмертного.                                                    | Сергей Мардарь                                          |
| Марлен                     | Секретарша Кощея, а также учительница волшебной школы. Помогает Кощею Бессмертному и Коту Баюну хорошо воспитывать всех царевен. | Мария Цветкова-Овсянникова                              |
| Сова                       | Работница волшебной школы, повар.                                                                                                | Светлана Кузнецова, Екатерина Гороховская (с 33 серии)  |
| Арчи                       | Призрак, живущий при волшебной школе.                                                                                            | Без озвучки                                             |
| Баба Яга                   | Злая колдунья, живущая неподалёку от волшебной школы.                                                                            | Сергей Дьячков, Сергей Мардарь (пара реплик в 32 серии) |
| Избушка на курьих ножках   | Изба Бабы Яги. | Константин Бронзит                                      |
| Царевич Ли Ван             | Ученик школы волшебства и магии.                                                                                                 | Александр Быковский                                     |
| Царевич Васко              | Ученик школы волшебства и магии.                                                                                                 | Валерий Смекалов                                        |

### Эпизодические персонажи
| Имя             | Описание | Озвучивание                |
| --------------- | --- | -------------------------- |
| Улыбка-Кладовой | Волшебная говорящая улыбка, нарисованная бабушкой Алёнки, появляется только в двух сериях «Уборка с Егоркой» и «Недостающий элемент». | Галина Чигинская           |
| Егорка          | Добрый пылесос, который появляется только в трёх сериях «Уборка с Егоркой», «Новенькие» и «Тяп-Ляп». При первом появлении появляется, когда Улыбка кладовой решила с помощью Егорки помочь Варе убраться.                                                                                        | Без озвучки                |
| Дуб             | Волшебный говорящий дуб, растущий во дворе школы. Хранитель Древа Знаний. По вине царевен строго запретил Коту Баюну заниматься собственным волшебством и магией, но Соня позже смогла убедить его отменить это решение. Появляется только в двух эпизодах «Туманный лабиринт» и «Ледяной плен». | Александр Боярский         |
| Грюнвальд       | Строгий профессор, не любящий обман. Является директором института волшебной ботаники, который появляется только в двух эпизодах «Урок волшебной ботаники» и «Настоящий талант». Разговаривает с английским акцентом.                                                                            | Олег Куликович             |
| Птица Поюн      | Птица, постоянно поёт песни, появляется только в четырёх эпизодах: «Птица Поюн», «Настоящий талант», День Снегурии, и «Капризика». | Мария Цветкова-Овсянникова |
| Медвежонок      | Любимая детская плюшевая игрушка Сони. Появлялся почти во всех сериях, а в эпизоде «Любимая игрушка» случайно временно ожил, и в этой же серии спас Соню от ожившего деревянного игрушечного Клоуна.                                                                                             | Без озвучки                |
| Клоун           | Любимая детская деревянная игрушка Кощея Бессмертного. Он появился в эпизоде «Любимая игрушка». | Валерий Смекалов           |
| Пряничек        | Пряник, усыпил всех царевен, кроме Сони и Василисы, а также усыпил Марлен. Появляется в двух эпизодах — «Пряничек» и «День Снегурии». | Антон Кобзарь              |
| Вздох картотеки | Аналогичная Улыбке кладовой говорящая сущность, находящаяся в секретной комнате школы волшебства и магии. Появляется в эпизоде «Как взрослая». | Юлия Рудина                |

## Актёры озвучивания
| Актёр                      | Роль                                                                                               |
| -------------------------- | -------------------------------------------------------------------------------------------------- |
| Екатерина Гороховская      | Варя, Клоны Вари, Зазеркалье Вари, Сова                                                            |
| Юлия Рудина                | Василиса, Вздох картотеки, Зазеркалье Василисы, Волшебная энциклопедия, Игра Грёза 3, Игра Грёза 1 |
| Наталья Терешкова          | Даша, Зазеркалье Даши                                                                              |
| Елизавета Захарьева-Чабан  | Алёнка                                                                                             |
| Алёна Кононова             | Соня, Зазеркалье Сони, Отражения Сони                                                              |
| Марианна Мокшина           | Соня                                                                                               |
| Станислав Концевич         | Кощей Кощеевич Бессмертный                                                                         |
| Сергей Мардарь             | Кот Баюн                                                                                           |
| Мария Цветкова-Овсянникова | Марлен, Птица-поюн, Эхо дивных гор, Зеркальце                                                      |
| Светлана Кузнецова         | Сова                                                                                               |
| Сергей Дьячков             | Баба Яга                                                                                           |
| Константин Бронзит         | Избушка на курьих ножках                                                                           |
| Александр Быковский        | Ли Ван                                                                                             |
| Валерий Смекалов           | Васко, Клоун                                                                                       |
| Галина Чигинская           | Улыбка Кладовой                                                                                    |
| Александр Боярский         | Дуб, Леший, Великий Звездочёт                                                                      |
| Олег Куликович             | Профессор Грюнвальд                                                                                |
| Антон Кобзарь              | Пряничек, Прянички                                                                                 |
| Михаил Черняк              | Читает название каждого эпизода мультсериала                                                       |

## Съёмочная группа
- Авторы идеи: М. Соколов, Е. Коренкова.
- Режиссёры сериала: Елена Галдобина, Антон Кобзарь, Александра Шоха.
- Режиссёры аниматика: Константин Бронзит, Елена Галдобина, Фёдор Дмитриев, Дарина Шмидт, Ринат Газизов, Людмила Клинова, Олег Ким, Алексей Судаков, Анна Миронова, Алексей Пичужин, Александр Мальгин, Константин Бирюков, Константин Феоктистов, Екатерина Салабай, Евгения Щербакова, Людмила Стеблянко, Дмитрий Домнин, Антон Рудин.
- Авторы сценария: Дарина Шмидт, Елена Галдобина, Александр Боярский, Фёдор Дмитриев, Светлана Саченко, Александра Шоха, Екатерина Кожушаная, Мария Зелинская, Олег Бубнов, Ольга Образцова, Евгений Скуковский, Наталья Румянцева, Денис Артамонов, Дмитрий Капин, Алина Соколова, Александр Дружинин, Александр Синицын, Максим Нестеров, Юлия Иванова, Александр Бубнов, Иордан Кефалиди, Елена Лялина, Дейви Мур, Эмма Хоган, Татьяна Белова, Арина Чунаева.
- Художник-постановщик: Андрей Якобчук.
- Композиторы: Михаил Чертищев, Георгий Жеряков, Михаил Тебеньков.
- Ведущие аниматоры: Ю. Кулешова, В. Акопян, М. Паукова, И. Велитченко.
- Звукорежиссёры: Мария Баринова, Владимир Голоунин.
- Монтажёр: Роман Смородин.
- Исполнительный продюсер: Ольга Лызо.
- Продюсеры: Сергей Сельянов, Вячеслав Муругов, Александр Боярский, Ксения Гордиенко, Людмила Цой, Наталья Иванова-Достоевская, Дарья Асташова.

## Список эпизодов

### 1 сезон
| Официальный на YouTube | №  | Название                    | Дата премьеры на YouTube |
| ---------------------- | -- | --------------------------- | ------------------------ |
| 1-26                   | 1  | Юные волшебницы             | 23 сентября 2018         |
| 1-26                   | 2  | Дивногорье и его обитатели  | 23 сентября 2018         |
| 1-26                   | 3  | Первый урок                 | 28 сентября 2018         |
| 1-26                   | 4  | Гребешок                    | 5 октября 2018           |
| 1-26                   | 5  | Огненные шарики             | 12 октября 2018          |
| 1-26                   | 6  | Шутка                       | 19 октября 2018          |
| 1-26                   | 7  | Пятница, тринадцатое        | 26 октября 2018          |
| 1-26                   | 8  | Трон директора              | 2 ноября 2018            |
| 1-26                   | 9  | Царевна-лягушка             | 9 ноября 2018            |
| 1-26                   | 10 | Волшебные заколки           | 23 ноября 2018           |
| 1-26                   | 11 | Тетрадь желаний             | 7 декабря 2018           |
| 1-26                   | 12 | Уборка с Егоркой            | 14 декабря 2018          |
| 1-26                   | 13 | Туманный лабиринт           | 21 декабря 2018          |
| 1-26                   | 14 | Знакомство с Арчи           | 28 декабря 2018          |
| 1-26                   | 15 | Недостающий элемент         | 4 января 2019            |
| 1-26                   | 16 | Лента Мёбиуса               | 18 января 2019           |
| 1-26                   | 17 | Заклятие невидимости        | 25 января 2019           |
| 1-26                   | 18 | Генератор волшебных заданий | 1 февраля 2019           |
| 1-26                   | 19 | Загадочная стена            | 15 февраля 2019          |
| 1-26                   | 20 | Чудодейственные травы       | 22 февраля 2019          |
| 1-26                   | 21 | Занимательная аэродинамика  | 8 марта 2019             |
| 1-26                   | 22 | Чёрная рука                 | 15 марта 2019            |
| 1-26                   | 23 | Волшебница воды             | 22 марта 2019            |
| 1-26                   | 24 | Шапочка профессора          | 29 марта 2019            |
| 1-26                   | 25 | Небесный бадминтон          | 5 апреля 2019            |
| 1-26                   | 26 | Ледяной плен                | 12 апреля 2019           |

### 2 сезон
| Официальный на YouTube | №  | Название                | Дата премьеры на YouTube |
| ---------------------- | -- | ----------------------- | ------------------------ |
| 27-52                  | 27 | Урок волшебной ботаники | 29 сентября 2019         |
| 27-52                  | 28 | Секрет                  | 4 октября 2019           |
| 27-52                  | 29 | Прятки                  | 11 октября 2019          |
| 27-52                  | 30 | Орех-незабудка          | 18 октября 2019          |
| 27-52                  | 31 | Сон Марлен              | 25 октября 2019          |
| 27-52                  | 32 | Рыцарь ордена заколки   | 15 ноября 2019           |
| 27-52                  | 33 | Птица Поюн              | 22 ноября 2019           |
| 27-52                  | 34 | Философский вопрос      | 29 ноября 2019           |
| 27-52                  | 35 | Выходной                | 6 декабря 2019           |
| 27-52                  | 36 | Вечная тьма             | 13 декабря 2019          |
| 27-52                  | 37 | Колдуем вместе          | 20 декабря 2019          |
| 27-52                  | 38 | Волшебная мастерская    | 27 декабря 2019          |
| 27-52                  | 39 | Волшебные краски        | 29 декабря 2019          |
| 27-52                  | 40 | Полуночная магия        | 15 марта 2020            |
| 27-52                  | 41 | Полеты во сне и наяву   | 20 марта 2020            |
| 27-52                  | 42 | Волшебная музыка        | 27 марта 2020            |
| 27-52                  | 43 | Сапоги-скороходы        | 3 апреля 2020            |
| 27-52                  | 44 | Шкатулка воспоминаний   | 10 апреля 2020           |
| 27-52                  | 45 | Отражения               | 17 апреля 2020           |
| 27-52                  | 46 | Любимая игрушка         | 24 апреля 2020           |
| 27-52                  | 47 | Пряничек                | 29 мая 2020              |
| 27-52                  | 48 | Настоящий талант        | 5 июня 2020              |
| 27-52                  | 49 | Защитницы               | 12 июня 2020             |
| 27-52                  | 50 | Новенькие               | 19 июня 2020             |
| 27-52                  | 51 | Дивногорский бумеранг   | 26 июня 2020             |
| 27-52                  | 52 | Секрет школы            | 3 июля 2020              |

### 3 сезон
| Официальный на YouTube | №  | Название            | Дата премьеры на YouTube |
| ---------------------- | -- | ------------------- | ------------------------ |
| 53-78                  | 53 | Целая неделя        | 17 сентября 2020         |
| 53-78                  | 54 | Шестилапый          | 24 сентября 2020         |
| 53-78                  | 55 | Принц Васко         | 7 декабря 2020           |
| 53-78                  | 56 | Лягушачий камень    | 11 декабря 2020          |
| 53-78                  | 57 | Зима в Дивногорье   | 27 декабря 2020          |
| 53-78                  | 58 | День Снегурии       | 28 декабря 2020          |
| 53-78                  | 59 | Отважный поступок   | 3 сентября 2021          |
| 53-78                  | 60 | Наша Даша           | 10 сентября 2021         |
| 53-78                  | 61 | Могучая перчатка    | 17 сентября 2021         |
| 53-78                  | 62 | Тяп-Ляп             | 24 сентября 2021         |
| 53-78                  | 63 | Звёздный глобус     | 1 октября 2021           |
| 53-78                  | 64 | Как взрослая        | 8 октября 2021           |
| 53-78                  | 65 | Важные дела         | 3 декабря 2021           |
| 53-78                  | 66 | Капризика           | 10 декабря 2021          |
| 53-78                  | 67 | Книга будущего      | 17 декабря 2021          |
| 53-78                  | 68 | Лесная прогулка     | 24 декабря 2021          |
| 53-78                  | 69 | Большое приключение | 28 декабря 2021          |
| 53-78                  | 70 | Добрые дела         | 4 января 2022            |
| 53-78                  | 71 | Джинн               | 4 февраля 2022           |
| 53-78                  | 72 | Страж удачи         | 11 февраля 2022          |
| 53-78                  | 73 | Староста            | 18 февраля 2022          |
| 53-78                  | 74 | Идеальная вечеринка | 25 февраля 2022          |
| 53-78                  | 75 | Золотой сундук      | 4 марта 2022             |
| 53-78                  | 76 | Всех ценнее         | 11 марта 2022            |
| 53-78                  | 77 | Письмо              | 18 марта 2022            |
| 53-78                  | 78 | Грёза 3             | 25 марта 2022            |